# イスラエル国立図書館
座標: 北緯31度46分33.01秒 東経35度11分48.58秒 / 北緯31.7758361度 東経35.1968278度

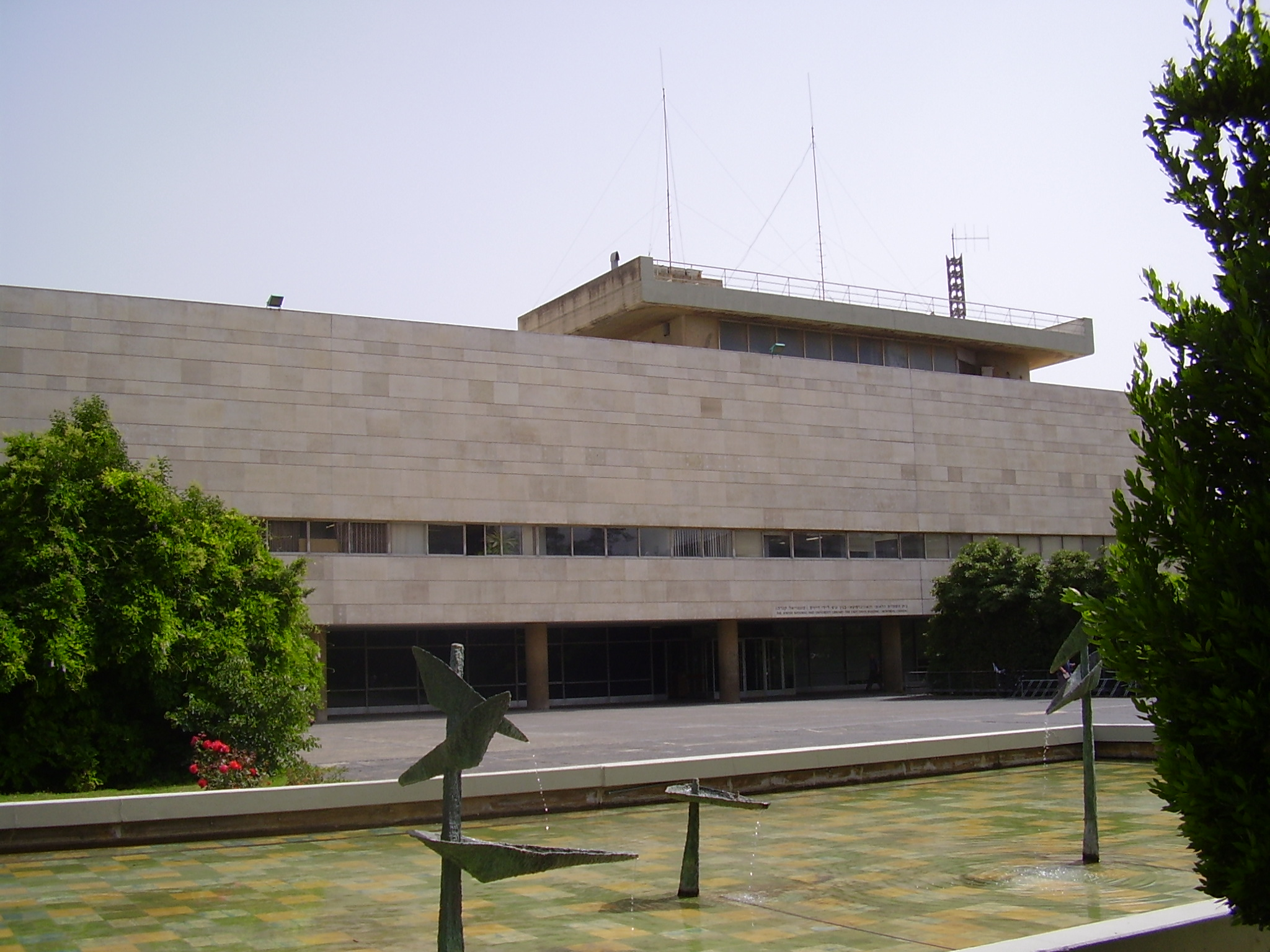
図書館があるヘブライ大学

イスラエル国立図書館（הספרייה הלאומית）は、イスラエルの国立図書館であり、エルサレムのヘブライ大学のギブアット・ラム・キャンパス内にある。1892年に設立された。同図書館はイスラエルの祝祭日に加えて、金曜日の午後と土曜日は休館されている。また、同図書館内には、ユダヤ・イスラエル関連の日本語の書籍も所蔵されている。
同図書館は世界最大のヘブライとユダヤ関連の資料を所蔵している。

## ギャラリー

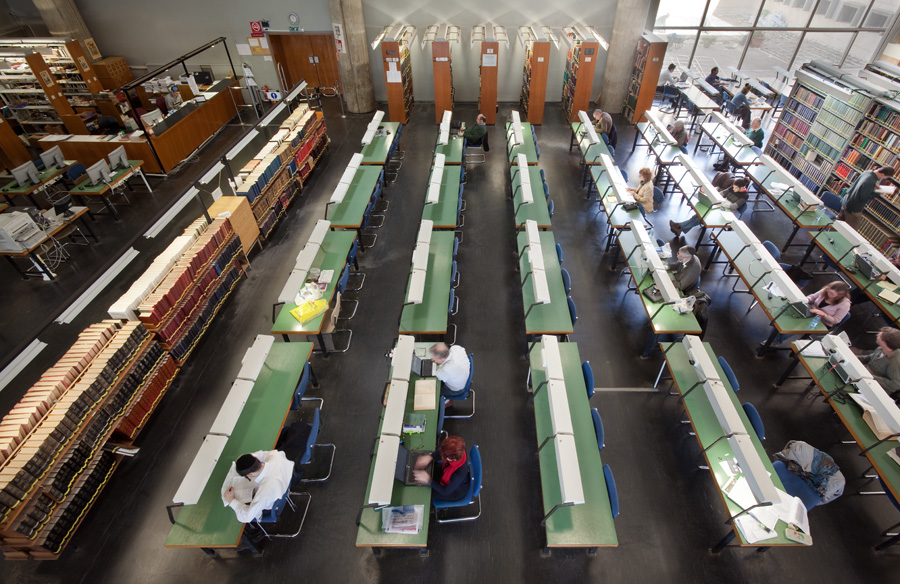
本館内
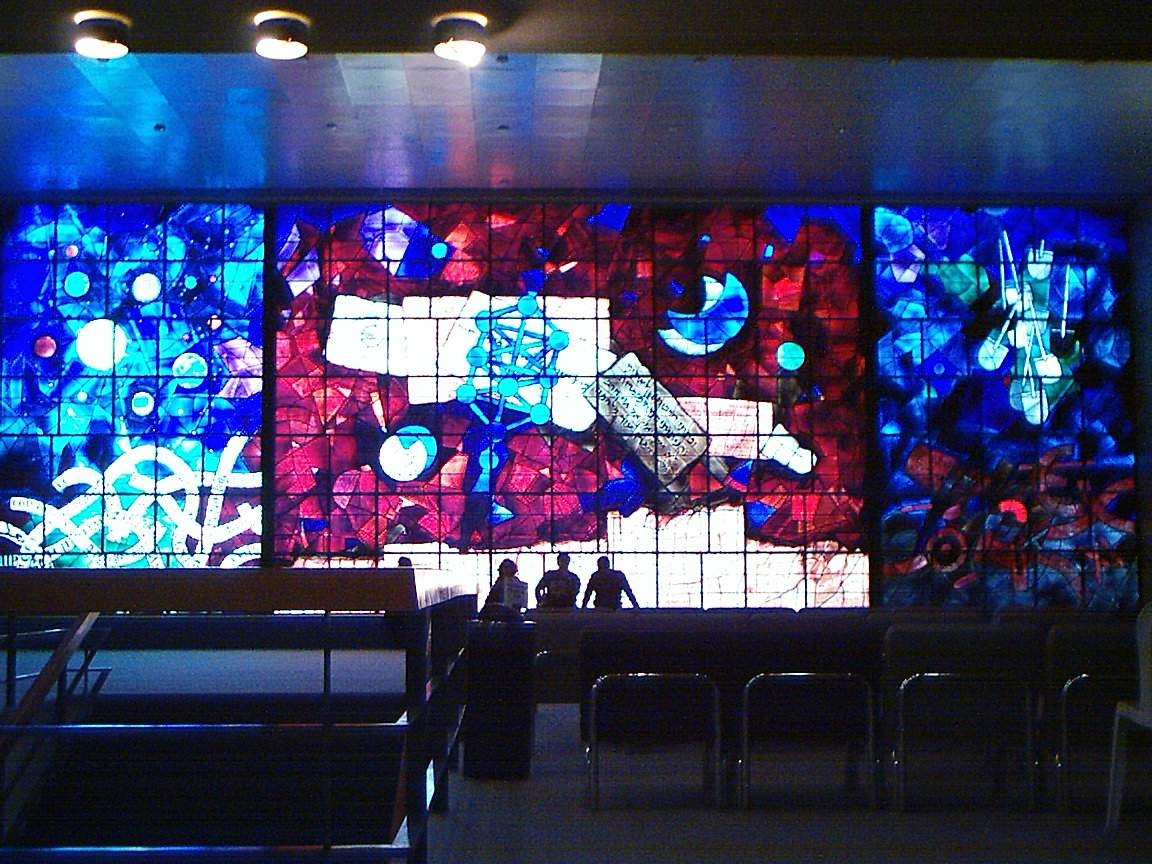